# TUI Airways

## Giới thiệu
TUI Airways Limited (trước đây là Thomsonfly và Thomson Airways) là hãng hàng không bay thuê chuyến lớn nhất thế giới, cung cấp dịch vụ bay theo lịch trình và bay thuê chuyến từ Anh tới các điểm đến trên khắp châu Âu, châu Phi, châu Á và Bắc Mỹ. Công ty bắt đầu hoạt động vào ngày 01 tháng 11 năm 2008 với tên Thomson Airways, sau sự sáp nhập và tái xây dựng thương hiệu của Thomsonfly và First Choice Airway. TUI Airways có trụ sở tại Luton, Vương quốc Anh. Hãng đã vận chuyển 11,8 triệu lượt hành khách trong năm 2019, TUI Airways hãng hàng không lớn thứ 4 về tổng số lượt khách, chỉ sau các hãng Easy Jet, British Airways và Jet2.com.
TUI Airways Limited nắm giữ một Giấy phép hoạt động loại A của Cục Hàng không Dân dụng Vương quốc Anh (CAA) cho phép nó để chở hành khách, hàng hoá và gửi trên máy bay với 20 chỗ ngồi trở lên.

### Các máy bay trước đây

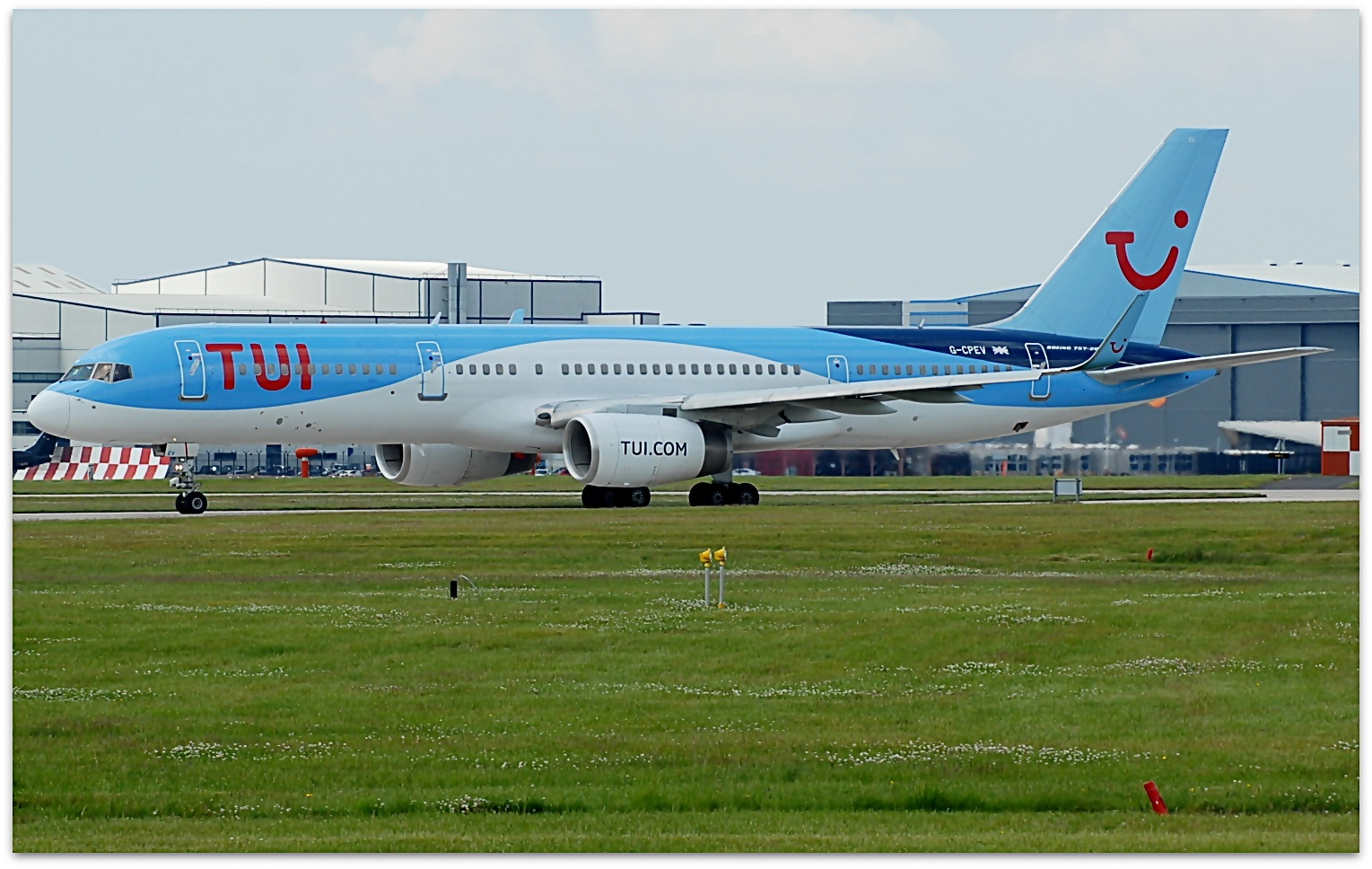
1 chiếc máy bay Boeing 757-200 TUI Airways tại Manchester

## Lịch sử